# Alexàndrides de Delfos
Alexàndrides o Anaxàndrides (grec antic: Ἀλεξανδρίδης o Ἀναξανδρίδης) fou un historiador de l'antiga Grècia de data desconeguda que va escriure sobre la història de Delfos.